# We'll Build Them a Golden Bridge
We'll Build Them a Golden Bridge è il primo album in studio del gruppo musicale canadese Destroyer, pubblicato nel 1996.

## Tracce
Testi e musiche di Dan Bejar.
1. Revolution – 1:15
2. J. Tailor – 2:44
3. Smith – 1:11
4. I, as McCarthy – 2:01
5. Mending Song – 1:08
6. Leave Little Fiddler (Alone) – 4:06
7. The Pornographers – 0:57
8. War on Jazz – 3:00
9. Islands in the Stream – 1:31
10. Saddestroyer – 3:14
11. Streets of Fire – 1:50
12. Rose Fleched This – 3:27
13. Breakin' the Law – 2:38
14. Whistilin' Dixie (She Shoots) – 3:08
15. Riots – 1:33
16. Knowing When to Leave (Slang Mix) – 2:12